# 라마다 아이스타 타워
라마다 아이스타 타워(영어: Ramada I-Star Tower)은 대한민국 대구광역시 수성구 범어동에 지을 예정이었다. 2008년부터 계획은 삼일맨션을 철거하고 착공 계획이 있으나 사람이 많아서 철거가 불가능하고 그 뒤에 무산되었다.

## 시설
| 층수        | 시설                                |
| ----------- | ----------------------------------- |
| 32층 ~ 40층 | 라마다 호텔                         |
| 6층 ~ 31층  | 업무시설                            |
| 1층 ~ 5층   | 근린생활시설과 공연장 등의 문화시설 |

## 같이 보기
- 대구광역시의 마천루 목록